# Konst och konstnärer

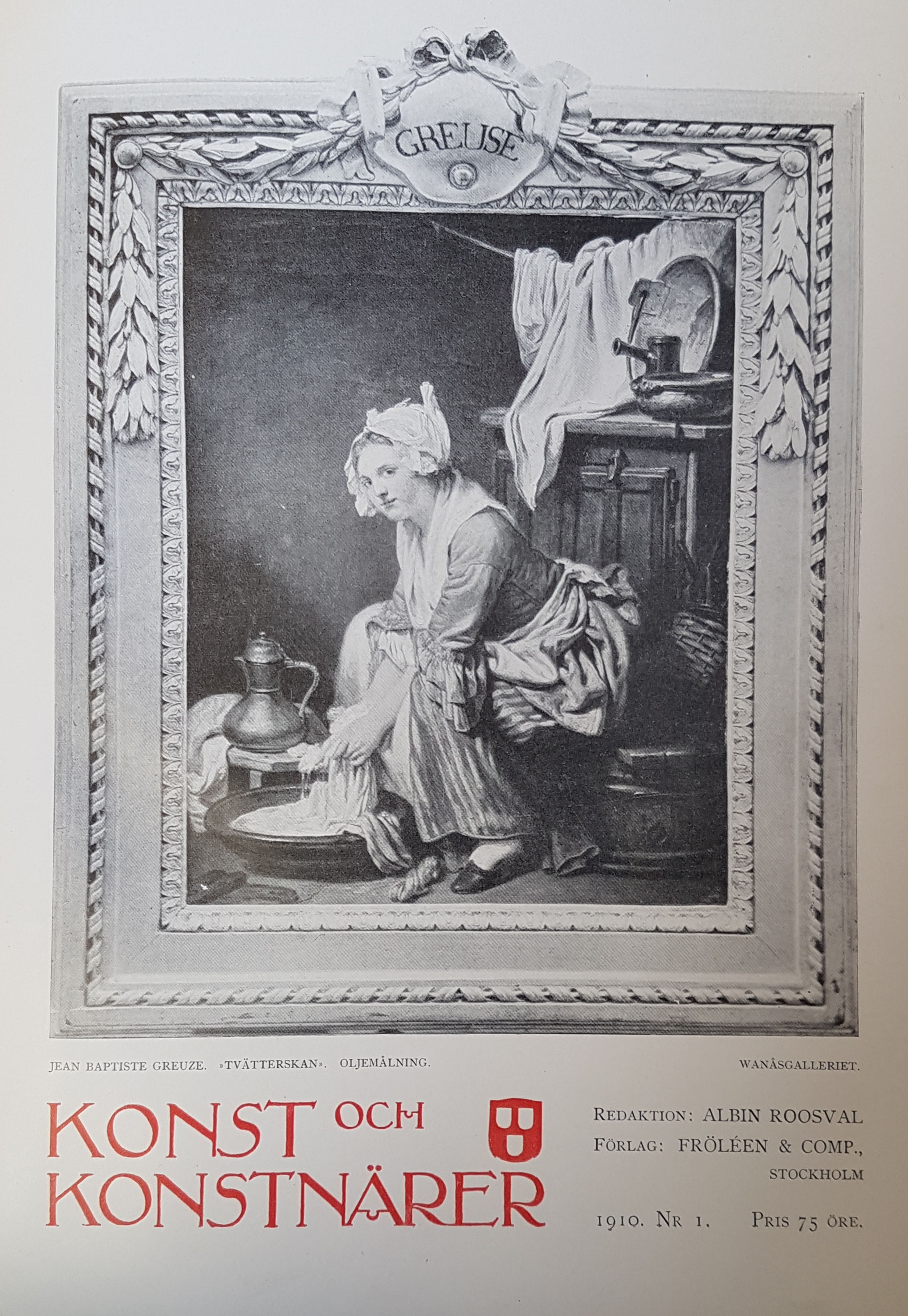
Första numret av Konst och Konstnärer 1910.

Konst och konstnärer, var en svensk kulturtidskrift.
Tidningen gavs ut av Fröléen & Co 1910–1914 med Albin Roosval som redaktör. I tidningen recenserades de större konstutställningarna bland annat uppmärksammades Föreningen Svenska Konstnärinnors utställning på Konstakademien 1911, nyförvärv till Nationalmuseum, några konstnärsporträtt över bortgångna konstnärer  som Carl Fredrik Hill och Anders Trulson samt notiser och illustrationer från konstvärlden. Återkommande skribenter under de år tidningen var aktiv var Johnny Roosval, Arvid Bæckström, Axel Romdahl, Lennart Nyblom och August Hahr dessutom förekom flera skribenter som skrev konstrecensioner från Malmö och Göteborg.